# 케빈 가넷
케빈 모리스 가넷(영어: Kevin Maurice Garnett, 1976년 5월 19일 ~ )은 미국의 은퇴한 농구 선수로 현역 시절 포지션은 파워 포워드 겸 센터이다. 미네소타 팀버울브스와 보스턴 셀틱스, 브루클린 네츠에서 선수 생활을 하였으며, 2008년에 셀틱스에서 NBA 첫 우승을 했다. 별명은 'KG', 'The Big Ticket' 등이 있다.*

## 고등학교 시절
가넷은 3년동안 멀딘 고등학교에서 농구를 했다. 하지만 가넷은 백인과 흑인들의 싸움에 휘말리는 바람에 멀딘 고등학교를 떠나 시카고에 있던 패러것 커리어 아카데미로 갔다. 거기에서 28승 2패의 기록을 세우며 USA Today에 National High School Player of the Year에 선정되었고, 일리노이주의 미스터 배스킷볼에 선정되기도 했다.
맥도날드 올 아메리칸 게임에서 18점 11리바운드 4어시스트 3블록을 올리고 Most Outstanding Player에 선정된 그는 1995년 NBA 드래프트에 참가하기로 결정했다.

## 프로 입단 후

### 1995년 NBA 드래프트
1995년 NBA 드래프트에서 전체 5순위로 미네소타 팀버울브스에 뽑혔는데, 1975년 이후로 첫 번째로 고등학교에서 졸업하자마자 NBA에 드래프트된 선수가 되었다.

### 미네소타 팀버울브스 (1995년~2007년)

#### 커리어 초기(1995년~2003년)
자신의 루키 시즌인 1995-1996시즌 때 가넷은 평균 10.4점 6.3리바운드를 올렸다. 그리고 NBA 올 루키 세컨드팀에 이름을 올리며 타 슈퍼스타들에 비해 루키 시즌을 평범하게 보냈다.
1996-1997시즌 때 팀버울브스는 그 해 드래프트된 스테판 마버리를 트레이드로 영입했고, 가넷은 전 시즌보다 향상된 평균 17점 8리바운드 3.1어시스트 2.1블록로 준수한 성적을 냈고, 올스타에 출전하기도 했다. 정규시즌을 40승 42패로 마치고 가넷은 팀버울브스를 플레이오프에 구단 역사상 처음으로 진출시켰는데, 하킴 올라주원, 찰스 바클리, 클라이드 드렉슬러가 이끄는 휴스턴 로키츠에 0승 3패로 스윕당하고 탈락했다.

#### 프랜차이즈 플레이어 (1997년~2003년)

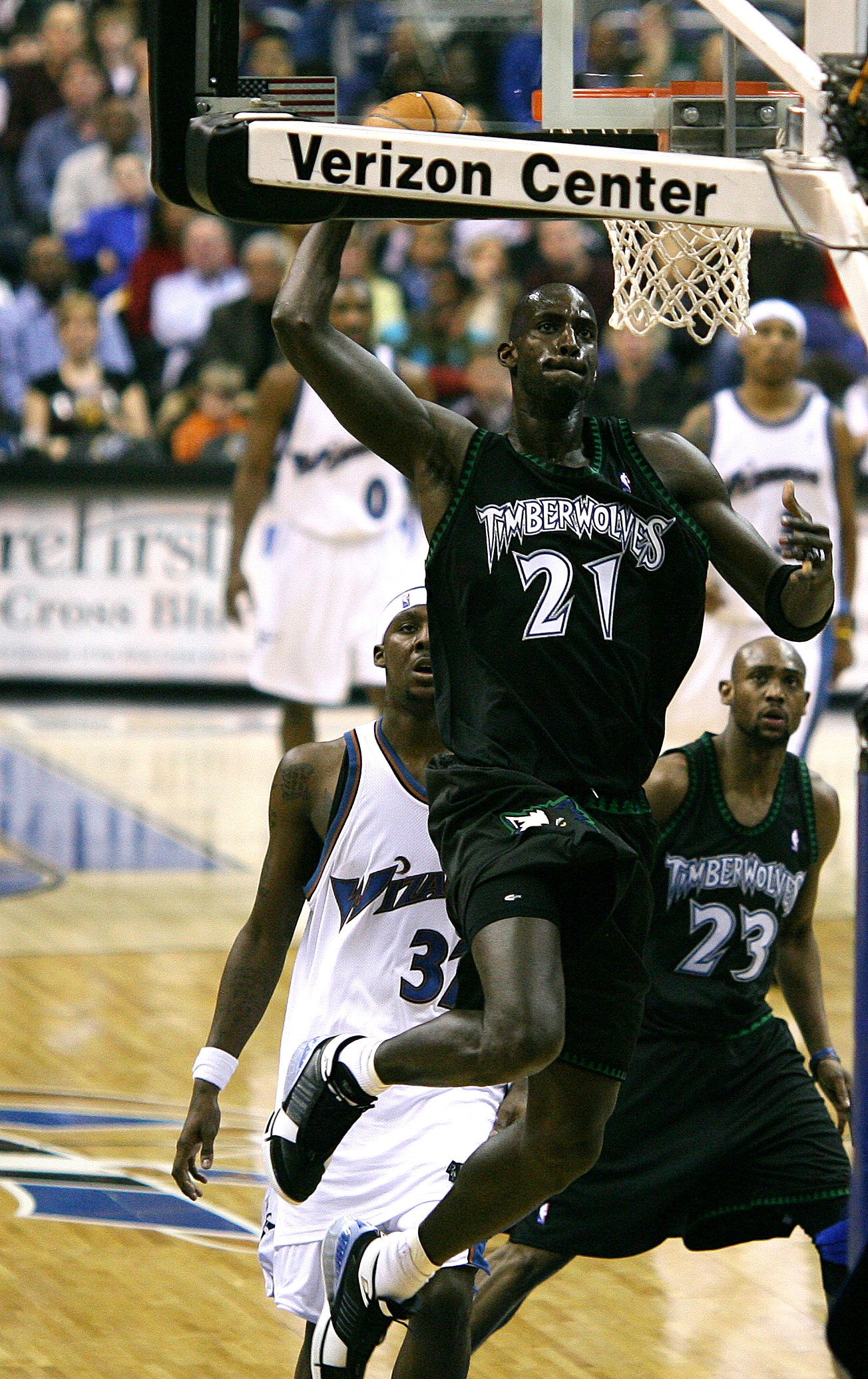
덩크를 시도하는 미네소타 시절의 가넷

1997-1998시즌 도중에 팀버울브스와 가넷은 6년 연장계약을 맺었고, 계약금액은 126밀리언달러(1260억원)에 이르렀다. 평균 18.5점 9.6리바운드 4.2어시스트 1.8블록 1.7스틸로 다재다능함을 뽑내며 팀을 45승 37패로 플레이오프에 이끌었지만 1라운드에서 게리 페이튼이 이끌던 시애틀 수퍼소닉스에 2승 3패로 아쉽게 탈락하고 말았다.
1998-1999시즌에 마버리가 뉴저지 네츠로 트레이드 되었고 25승 25패로 서부 8위로 마쳤다. 하지만 가넷은 더 발전한 평균 20.8점 10.4리바운드 4.3어시스트 1.8블락을 올리며 20-10을 처음 달성했고 올 NBA 서드팀에 들게 된다. 하지만 이번에도 1라운드에서 그 해 우승팀이 될 팀 던컨의 샌안토니오 스퍼스에 1승 3패로 지며 탈락했다.
1999-2000시즌때도 22.9점 11.8리바운드 5.0어시스트 1.6블락 1.5스틸을 올리며 처음으로 올 NBA 퍼스트팀에 든다. 그리고 정규시즌을 50승 32패로 우수하게 마치지만 플레이오프 1라운드에서 포틀랜드 트레일블레이저스에 1승 3패로 무너지며 또 2라운드에 진출을 실패한다.
2000-2001시즌에 가넷과 팀버울브스는 악재를 여러번 겪는다. 가넷의 팀 동료이자 절친이었던 말릭 실리는 가넷의 생일파티 후 집으로 돌아가는 길에 음주운전자에 치여 사망한다. 생일날 친구를 잃은 가넷은 엄청난 슬픔에 잠겼고 오른쪽 팔에 그를 추모하는 문구의 문신을 새기기도 했다. 또한, 팀버울브스는 조 스미스를 불법으로 영입했다고 팀의 1라운드 지명권 3개를 박탈하고, 구단주와 단장에게 벌금을 물기도 했다. 47승 35패로 정규시즌을 마친 가넷은, 다시 한 번 스퍼스에게 패배하고 1라운드에서 탈락한다.
2002년 플레이오프에서 괄목할 성장을 이룬 디르크 노비츠키의 댈러스 매버릭스에게 3-0으로 연이은 패배를 당하며 또다시 2라운드 진출에 실패했다.

#### MVP, 디비전 챔피언 (2003~2004년)
2003-2004시즌에 팀버울브스는 샘 카셀과 라트렐 스프리웰을 영입하면서 팀을 강화한다. 가넷은 평균 24.2점 13.9리바운드 5어시스트 2.2블락 1.5스틸을 기록하며 첫 정규리그 MVP를 수상하게 되고, 팀도 58승 24패를 올리며 플레이오프에 진출한다. 플레이오프 1라운드에서 덴버 너기츠를 4-1로 완파하며 1라운드에서 탈락하는 징크스에서 벗어난다. 2라운드에서도 강호 새크라멘토 킹스를 4-3패로 누르고 가넷은 생애 처음으로 서부 컨퍼런스 파이널에 진출한다.
서부 컨퍼런스 파이널에서 샤킬 오닐과 코비 브라이언트의 로스앤젤레스 레이커스를 상대로 카셀이 부상을 입어 나오지 못하는 상황이 발생했고 후보 포인트가드마저 부상을 당하며 가넷이 직접 포인트가드 역할을 수행하는 불상사가 발생했다. 결국, 4-2로 패해 가넷은 파이널 문턱에서 탈락하게 된다. 이후에 가넷은 잇따라 플레이오프 문턱에서 좌절하며 2007년 오프시즌 때 트레이드 도마에 오르게 되었다.

#### 좌절 (2004년~2007년)
2004-2005시즌에 가넷은 올 NBA 세컨드팀에 이름을 올리지만 팀은 44승 38패로 플레이오프에 진출하지 못한다.
2005-2006시즌에는 카셀과 스프리웰이 팀을 떠나고 가넷은 홀로 팀을 이끌게 되고, 팀 성적은 33승 49패로 곤두박칠치게 된다.
2006-2007시즌에도 가넷은 올 NBA 서드팀에 들지만 또 팀은 플레이오프 진출에 실패하게 된다.
결국 2007년 오프시즌 때, 가넷은 트레이드 도마 위에 오르게 되고, 시카고 불스, 로스앤젤레스 레이커스, 보스턴 셀틱스, 골든스테이트 워리어스 등 구단들이 가넷에 관심을 보였다.

### 보스턴 셀틱스 (2007년~2013년)

#### 빅3의 결성과 첫 우승, 그리고 빅3와 함께 (2007년~2012년)

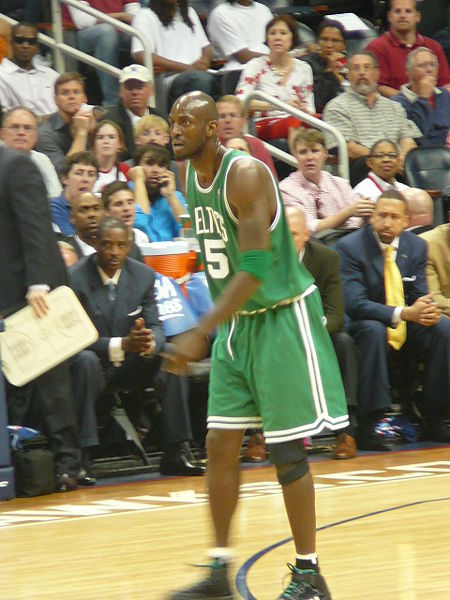
케빈 가넷

2007년 7월 31일, 케빈 가넷은 무려 7대1의 트레이드로 보스턴 셀틱스에 이적하고, 폴 피어스, 레이 앨런과 함께 빅3라고 불리게 된다.
2007-2008시즌에 66승 16패로 마친 그는 처음으로 NBA 수비왕에 선정되고 정규리그 MVP 투표에서도 코비 브라이언트, 크리스 폴에 이어 3위를 기록한다. 그 해 파이널에서 코비 브라이언트의 로스앤젤레스 레이커스를 4승 2패로 이기고 꿈에 그리던 자신의 첫 번째 우승과 셀틱스의 17번째 우승을 이루어낸다. 경기 직후 인터뷰에서 "Anything is possible!"이라고 외쳐 감동을 선사하기도 했다.
2008-2009시즌 초반에도 셀틱스는 승승장구하며 두 번째 우승을 향해 순항했다. 2008년 10월 31일, 가넷은 32살 165일로, NBA 통산 1000게임을 달성한 최연소 선수가 되었다. 2009년 올스타전에 출전해 12년 연속 올스타에 선정되기도 했다. 하지만 2월 19일에 앨리웁을 시도하는 중 부상을 입게 되었고, 이후 4경기밖에 출전을 못하고 가넷 없이 셀틱스는 플레이오프 2라운드에서 올랜도 매직에 패하게 된다.
2009-2010시즌에 부상에서 복귀한 가넷은 다시 한 번 올스타전에 출전하여 13년 연속으로 올스타에 선정된다. 동부 4위로 정규시즌을 마친 셀틱스는 플레이오프에서 부진할 것이라는 전문가들의 예상들을 깨며 2010년 NBA 파이널에 진출하고, 다시 한 번 로스앤젤레스 레이커스와 맞붙는다. 가넷과 셀틱스는 한 때 3승 2패로 앞서지만 주전 센터 켄드릭 퍼킨스의 부상으로 인한 아웃으로 무기력하게 6,7차전을 내주며 아쉽게 준우승에 머무르게 되고, 가넷은 두 번째 우승사냥에 실패하게 된다.
2010-2011시즌에 가넷은 14년 연속으로 올스타에 선정된다. 셀틱스는 동부 3위로 정규시즌을 마치고, 가넷은 14.9점 8.9리바운드 2.4어시스트 0.8블록의 저조한 성적을 낸다. 뉴욕 닉스를 플레이오프 1라운드에서 스윕하며 플레이오프 2라운드에서 르브론 제임스, 크리스 보쉬가 가세한 드웨인 웨이드의 마이애미 히트와 붙게 된다. 가넷은 3차전에서 28점을 기록하며 승리를 이끌었지만 새로운 빅3에 결국 패배하게 된다.
2011-2012시즌에서 동부 4위로 플레이오프에 진출한 가넷과 셀틱스는 애틀란타 호크스와 필라델피아 세븐티식서스에 고전하지만 라존 론도와 가넷의 활약으로 모두 승리를 따낸다. 동부 컨퍼런스 파이널에 진출한 셀틱스는 강력한 우승후보인 마이애미 히트와 다시 한 번 격돌한다. 일방적인 히트의 우세를 점친 전문가들의 예상과 달리 가넷은 인상적인 활약을 펼치며 히트를 7차전까지 몰아붙이지만 막판 노장 가넷의 체력 방전으로 아쉽게 탈락하게 된다.

#### 빅3의 해체와 이후 (2012년~2013년)
레이 앨런이 마이애미 히트로 이적하면서 빅3는 해체된다. 하지만 셀틱스의 리더가 된 포인트 가드 라존 론도를 중심으로 두 번째 우승을 하기 위해 노력하지만, 시즌 중반에 론도가 전력을 이탈하면서 좌절하고 만다.

## 출연 작품
- 언컷 젬스 (Uncut Gems) - 본인 역